# Linia wężowa
Linia wężowa – połączone ze sobą węże pożarnicze, służące do podania środka gaśniczego (zazwyczaj wody) do miejsca działań gaśniczych.
W zależności od przeznaczenia dzielone są następująco:
- linie tłoczne:
  - linia główna – służy do dostarczenia środka gaśniczego z motopompy lub autopompy do rozdzielacza (wliczanego do linii głównej), który rozdziela środek gaśniczy na jedną, dwie lub trzy linie gaśnicze[1],
  - linia gaśnicza – służy do doprowadzenia środka gaśniczego bezpośrednio do stanowiska gaśniczego. W zależności od sytuacji, zaczyna się od nasady tłocznej motopompy lub autopompy lub (gdy użyta jest linia główna) od rozdzielacza. Zakończeniem linii gaśniczej jest prądownica odpowiednia do używanego środka (wodna lub pianowa)[2],
  - linia zasilająca – służy do doprowadzenia wody z hydrantu lub pompy do zbiornika samochodu pożarniczego, zbiornika przenośnego lub innej pompy[2],
- linia ssawna – składa się z pożarniczych węży ssawnych z osprzętem i prowadzi od zbiornika wody do nasady ssawnej motopompy lub autopompy. Stosowana jest gdy zaopatrywanie w wodę gaśniczą odbywa się ze zbiornika (naturalnego lub sztucznego) lub cieku wodnego[1].